# Liste der Biografien/Yae
Liste der Biografien |
Portal Biografien |
Personensuche
# |
A |
B |
C |
D |
E |
F |
G |
H |
I |
J |
K |
L |
M |
N |
O |
P |
Q |
R |
S |
T |
U |
V |
W |
X |
Y |
Z |
?
 
Ya |
Yb |
Yc |
Yd |
Ye |
Yf |
Yg |
Yh |
Yi |
Yk |
Yl |
Ym |
Yn |
Yo |
Yp |
Yr |
Ys |
Yt |
Yu |
Yv |
Yw |
Yx |
Yz
 
Yaa |
Yab |
Yac |
Yad |
Yae |
Yaf |
Yag |
Yah |
Yai |
Yaj |
Yak |
Yal |
Yam |
Yan |
Yao |
Yap |
Yaq |
Yar |
Yas |
Yat |
Yau |
Yav |
Yaw |
Yax |
Yay |
Yaz
Die Liste der Biografien führt alle Personen auf, die in der deutschsprachigen Wikipedia einen Artikel haben. Dieses ist eine Teilliste mit 6 Einträgen von Personen, deren Namen mit den Buchstaben „Yae“ beginnt.

## Yae
- Yae, Terefe (* 1981), äthiopischer Marathonläufer

### Yaeg
- Yaegashi, Akira (* 1983), japanischer Boxer im Fliegen- und Strohgewicht
- Yaegashi, Shigeo (1933–2011), japanischer Fußballspieler
- Yaegashi-Ota, Yuko (* 1957), japanische Eisschnellläuferin

### Yaej
- Yaeji (* 1993), US-amerikanisch-koreanische DJ und Produzentin

### Yael
- Yael, deutsche Sängerin